# 自由が丘 (三木市)
自由が丘（じゆうがおか）は、兵庫県三木市にある住宅街である。

## 概要
- 1971年、「緑が丘」が街開きされ、緑が丘の人口が増えたことにより、更に造成された住宅街である。

## 沿革
- 1975年-緑が丘の人口が増えたことにより街開き。
- 1976年-三木市立自由が丘小学校開校。[1]
- 1983年-三木市立緑が丘中学校から分離し、三木市立自由が丘中学校開校。
- 2001年-長らく不通区間であった三木市道自由が丘緑が丘線全線開通。

## 統計
- 人口:15829人
- 世帯数:7,148世帯

（2021年7月27日現在）

## 隣接地
- 緑が丘町
- さつき台

## 地区

### 東自由が丘
- 673-0553

地域の地域の東側に位置し、緑が丘と接している。

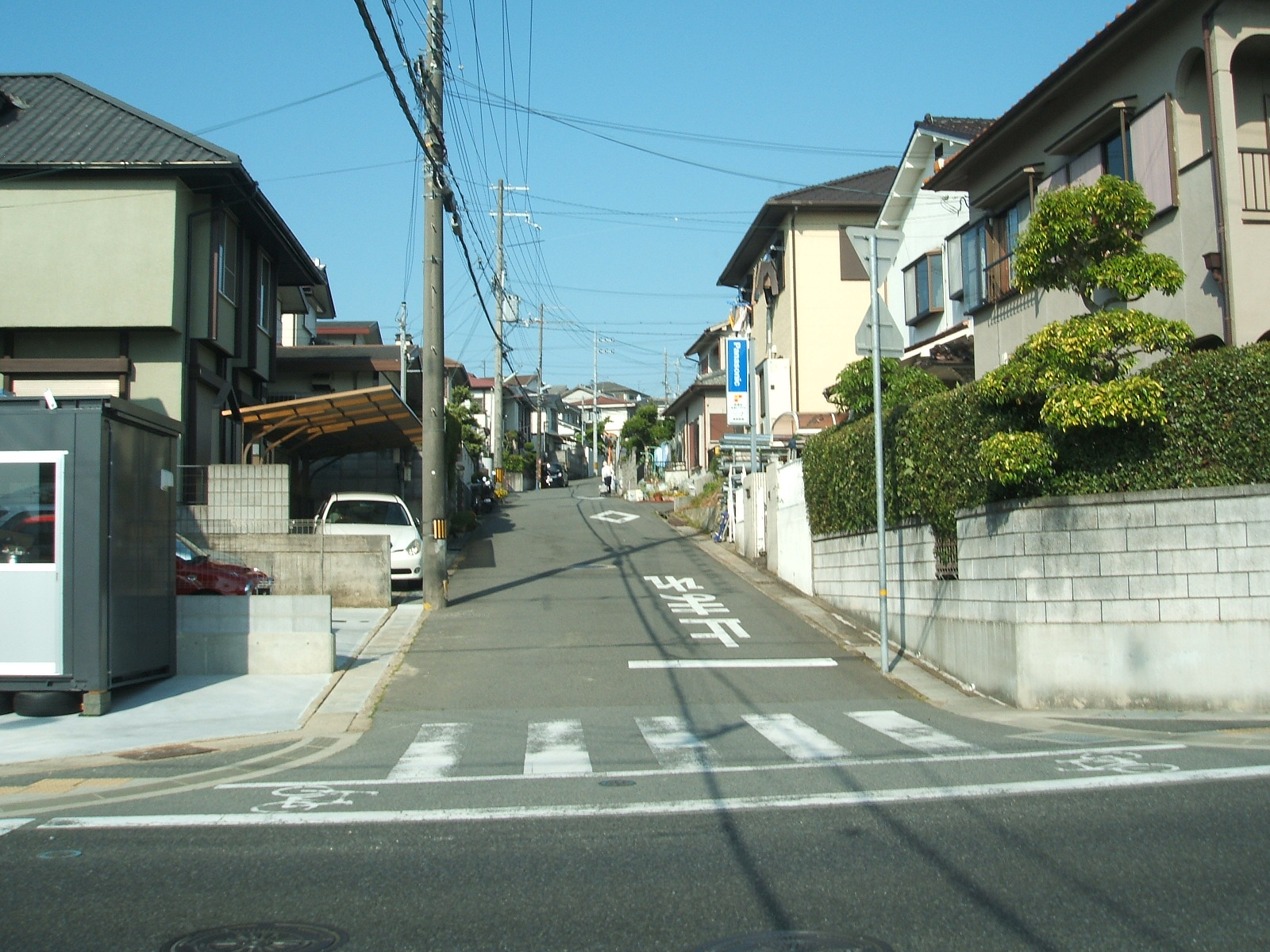
東自由が丘の街並み

### 中自由が丘
- 673-0552

西自由が丘と東自由が丘の間に位置し、自由が丘団地内に立地する唯一の小学校がある。（自由が丘東小学校は団地外四合谷にある）

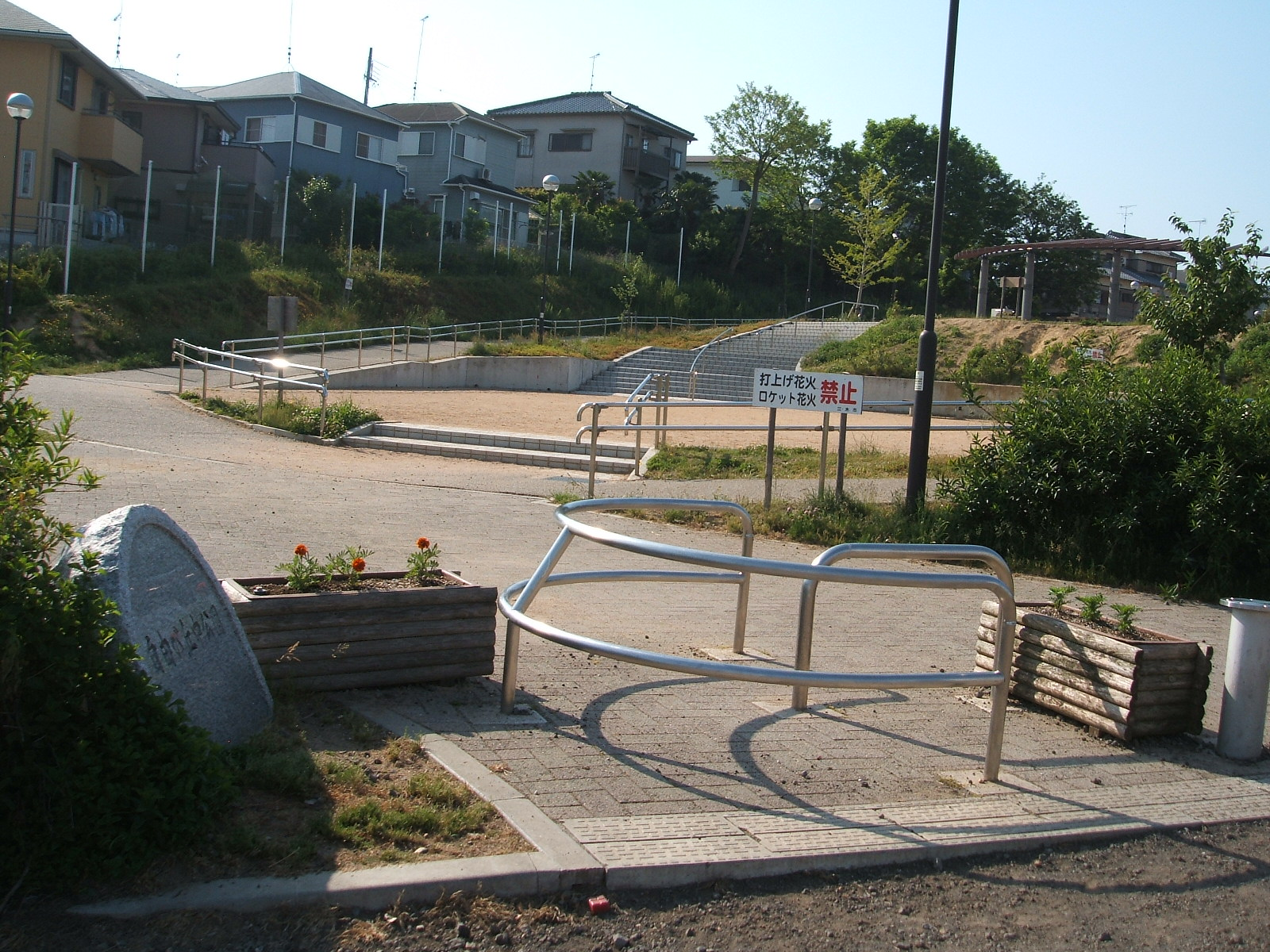
自由が丘中公園

### 西自由が丘
- 673-0551

神戸電鉄粟生線志染駅があり、北側ロータリー周辺にはスーパーやドラッグストアーなど大小商業施設が集積している。

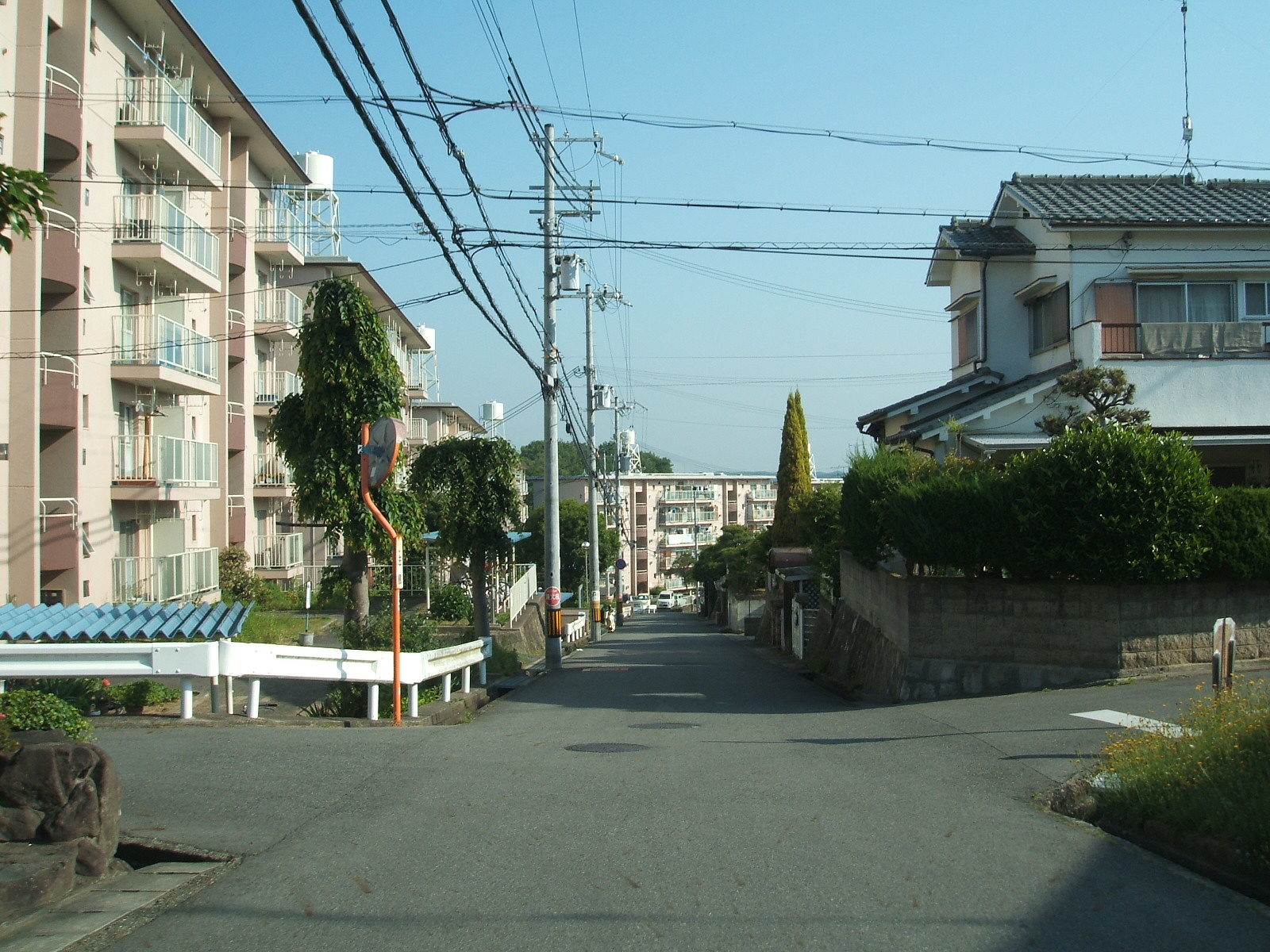
西自由が丘の高層マンション群

### 自由が丘本町
- 673-0424

地域の北西に位置している。自由が丘本町は志染町に属せず、旧三木地区に属していたため志染町は付けない。

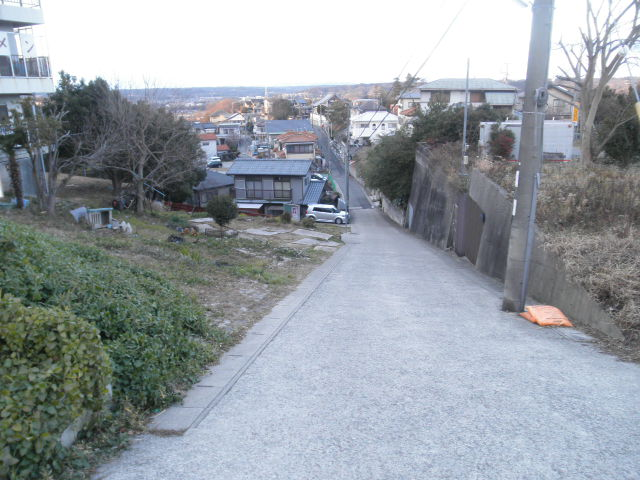
自由が丘本町三丁目

## 施設

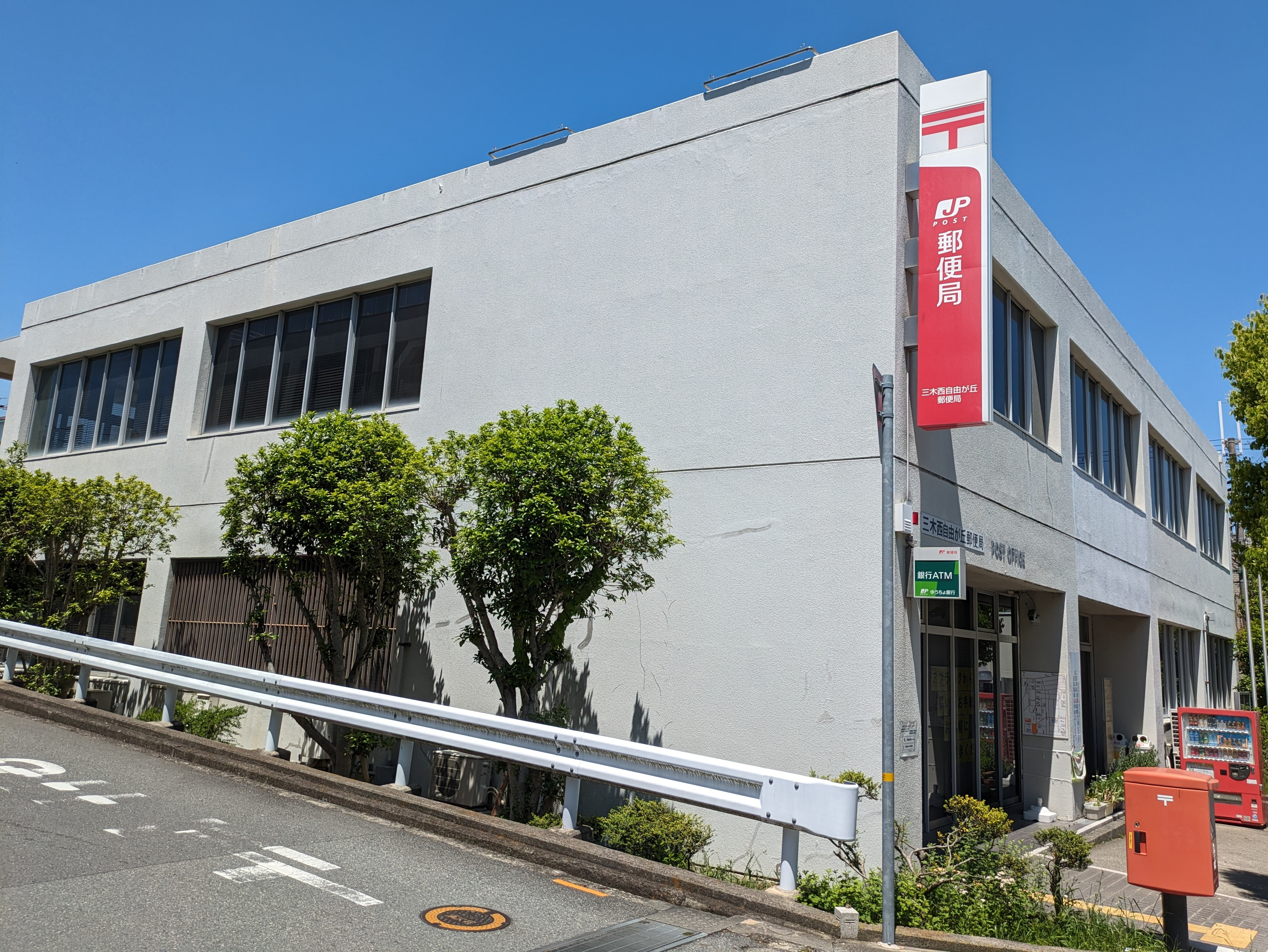
三木西自由が丘郵便局

### 教育・文化施設
- 三木市立自由が丘中学校
- 三木市立自由が丘小学校
- 三木市立自由が丘東小学校
- 三木市立自由が丘幼稚園
- 三木市立自由が丘東幼稚園
- 自由が丘公民館

### 商業施設
- コープこうべ志染店
- V・drug志染駅前店
- ライフォート志染店
- ザ・ダイソー 三木志染店

### 公共施設

#### 郵便局
- 三木西自由が丘郵便局
- 三木東自由が丘郵便局

#### 金融機関
- みなと銀行志染支店

### 過去に存在した施設
- SMBCフレンド証券三木支店（西自由が丘1丁目） - 2018年1月1日にSMBC日興証券との合併に伴い、三木市本町の三井住友銀行三木支店内に移転している。
- トーホー志染店

## 交通

### バス
バスは志染駅北側ロータリーの志染駅バス停から発着。ただ道路幅が十分でなく、路線バスは中型のものしか乗り入れができない。なお、大型は隣の恵比須駅前に乗り入れる。かつて南側に少しはなれたところに志染バス停、志染駅南バス停があったがこちらは現在発着するバスはない。
- 神姫ゾーンバス
  - 志染駅バス1系統：志染団地～東自由が丘
  - 志染駅15系統：　志染団地～東自由が丘～緑が丘駅～青山５丁目

- 三木市補助路線バス[3]
  - 地区内の停車駅：西自由が丘2丁目・西自由が丘1丁目・商店街口・志染駅・中自由が丘1丁目・中自由が丘・五叉路・東自由が丘3丁目・あかねが丘・東自由が丘2丁目・東自由が丘

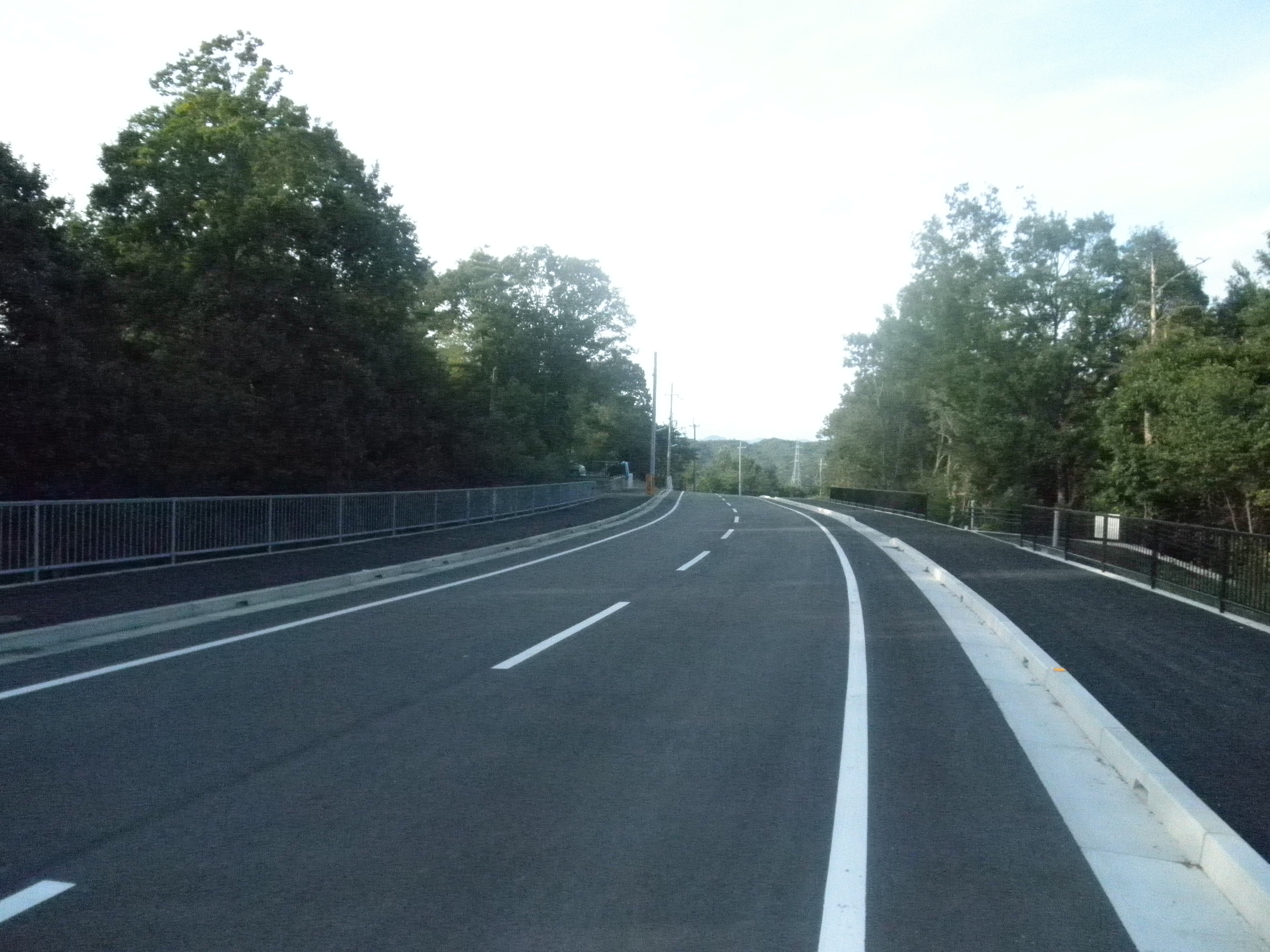
兵庫県道514号志染土山線、自由が丘本町にて

### 電車
- 神戸電鉄粟生線志染駅

駅の主な利用者は、自由が丘とさつき台の住民であり、平日朝の駅の南口は主に兵庫県立三木東高等学校の生徒の通学路として利用されている。

### 道路
- 兵庫県道22号神戸三木線
- 兵庫県道38号三木三田線
- 兵庫県道514号志染土山線
- 三木市道自由が丘窟屋線
- 三木市道自由が丘緑が丘線